# Castellón (província)
Castellón (em valenciano, Castelló) é uma província na parte oriental de Espanha, na zona mais setentrional da comunidade autónoma da Comunidade Valenciana. A sua capital é a cidade de Castelló de la Plana.

## Idiomas
É um território bilíngue, que tem o castelhano e o valenciano como línguas oficiais.

## Geografia
O interior da província é constituído por uma zona montanhosa, pouco povoada, com o ponto mais alto na Penyagolosa (Penhagolosa), com 1814m, seguindo-se a Penya Salada (Penha Salgada), com  1581m de altitude. A zona litoral, que concentra a maioria da população, é mais plana. Da sua faixa costeira fazem parte a península de Peníscola, o Cabo de Oropesa e Almenara.
Fazem parte da província as Ilhas Columbretes, de origem vulcânica, a 56 km a Este do Cabo de Oropesa. O arquipélago alberga um Parque Natural que contempla 0,19 km² das ilhas e 40km² de zona submersa.

## Comarcas
A província engloba as seguintes comarcas:
- L'Alcalatén
- L'Alt Maestrat
- L'Alt Millars
- L'Alt Palància
- El Baix Maestrat
- La Plana Alta
- La Plana Baixa
- Els Ports